# 維亞納杜阿連特茹
38°17′N 7°59′W / 38.283°N 7.983°W
維亞納杜阿連特茹（葡萄牙語：Viana do Alentejo）是葡萄牙的城鎮，位於該國中南部，由埃武拉區負責管轄，始建於1313年，面積393.67平方公里，2011年人口5,743，人口密度每平方公里393.67人。

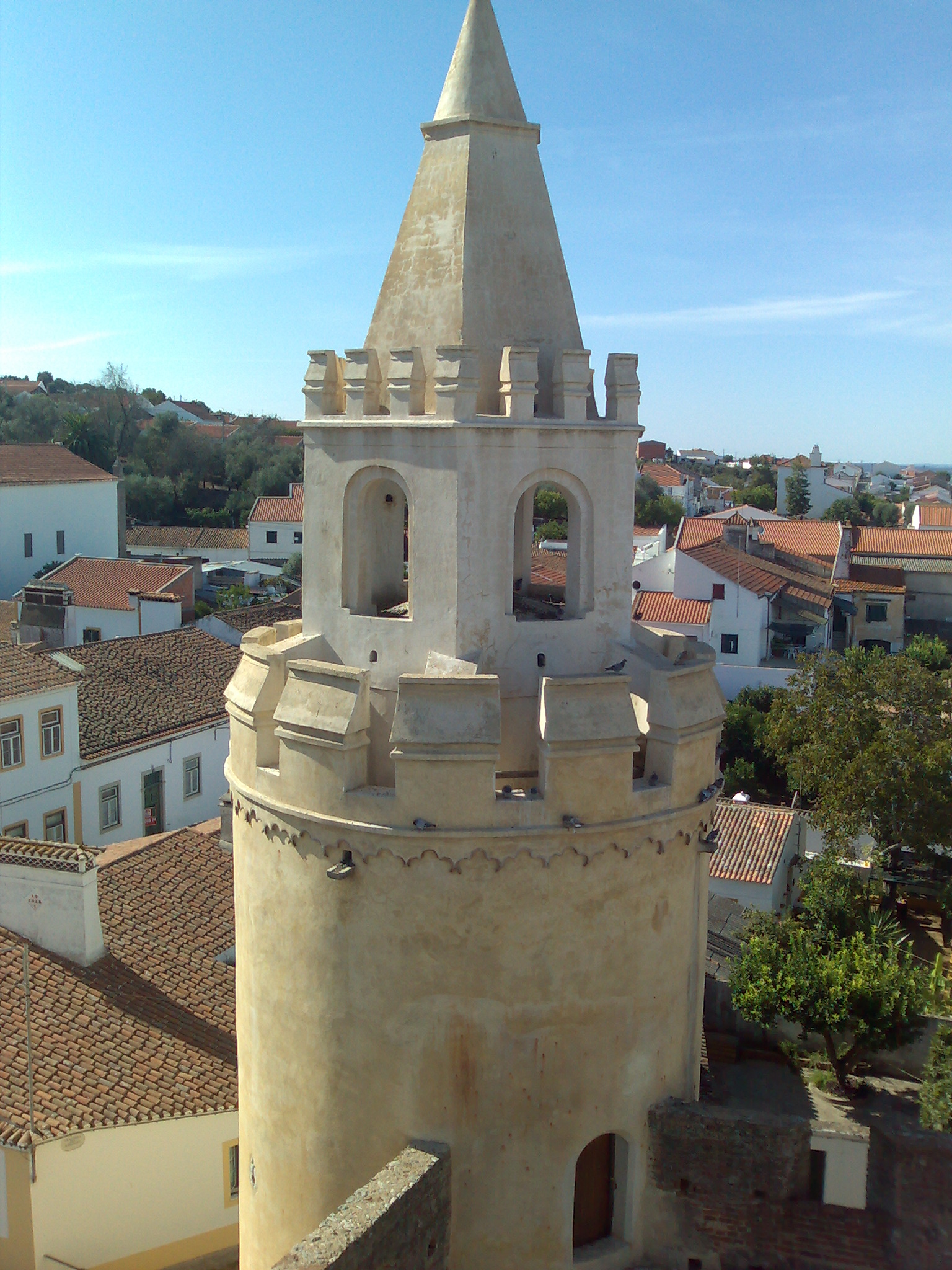

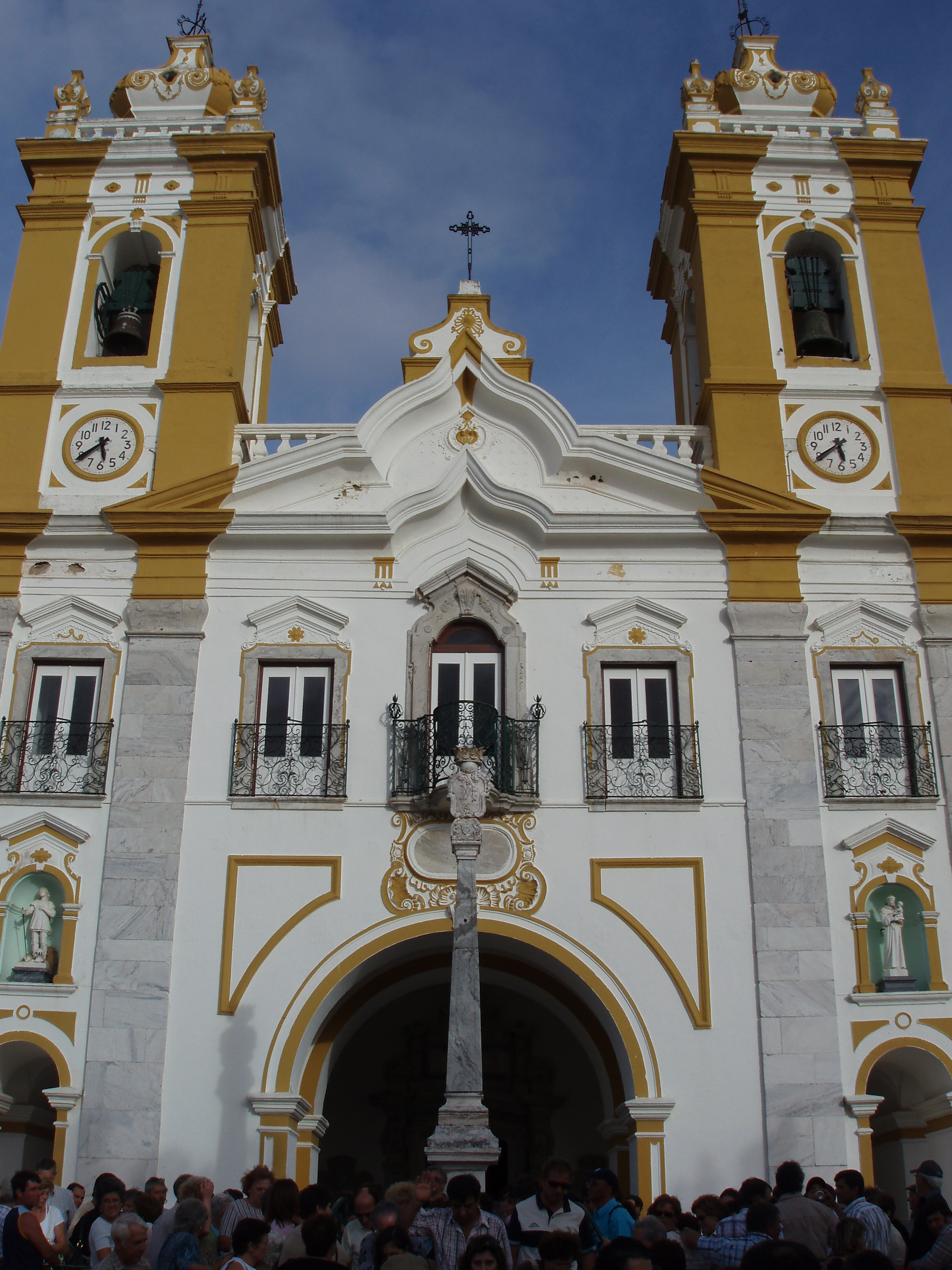